# Coppa dello stato federale di Berlino
La Coppa dello stato federale di Berlino (in tedesco Berliner Landespokal) è una competizione calcistica annuale organizzata dall'Associazione Calcistica Berlinese (in tedesco Berliner Fußball-Verband) nello stato federale di Berlino. Le fasi finali si tengono presso la Friedrich-Ludwig-Jahn Sports Park ed il vincitore della coppa si qualifica per la Coppa di Germania.  Il concorso si svolge dal 1906, seppur con varie interruzioni, e il maggior detentore del titolo è il Tennis Borussia Berlin, che vanta un totale di 15 vittorie nella competizione.

## Storia
Istituita nel 1906 come Berliner Verbandspokal con lo scopo di creare una coppa relativa alla zona di Berlino e Brandeburgo, venne interrotta dopo tre stagioni nel 1910 per poi riprendere regolarmente nel 1919 con la quarta stagione, che vide l'Hertha Berlino vincitrice di un campionato con un totale di 14 squadre. Dopo un'ulteriore interruzione di due anni, la coppa riprese con la quinta edizione del 1922-1923. La coppa continuò regolarmente a svolgersi annualmente sino al 1931 quando, con l'istituzione della DFB-Pokal, che sostituì tutte le altre coppe di stato tedesche. 
La coppa riprese, però, per due stagioni durante la seconda guerra mondiale (1943 e 1944) e poi di nuovo regolarmente dopo la guerra, con quattro stagioni con la formula classica del torneo.
A partire dal 1950, infatti, con la divisione della Germania in Germania Est e Germania Ovest e con la costruzione del Muro di Berlino, le squadre di Berlino Est non parteciparono più, venendo integrate nella Coppa di Lega della Germania Est. La coppa era quindi solamente relativa a Berlino Ovest e prese il nome di Karl-Heinz-Schulz-Pokal, in onore del giornalista sportivo e allenatore tedesco morto prematuramente all'età di 39 anni. La coppa si svolse regolarmente ogni anno con la particolarità che nella stagione 1968-1969 non ci fu vincitore in quanto la non avvenuta ancora introduzione dei calci di rigore e l'impossibilità per varie vicissitudini di ripetere la partita non diedero un verdetto finale alla competizione. 
Nel 1970 la coppa cambiò ancora una volta nome e si chiamò Paul-Rusch-Pokal in onore del presidente della Federazione calcistica della Germania che aveva mantenuto la carica dalla fondazione di questa, avvenuta nel 1949 sino al 1970 stesso, anno della sua morte. Da quell'anno, la competizione si è svolta regolarmente ogni anni con quella formula fino all'anno 1991.
Nel 1991, in seguito alla Riunificazione tedesca e alla caduta del Muro di Berlino, alla coppa hanno ricominciato a partecipare le squadre della ex Berlino est (anche se, ad oggi solo due squadre provenienti dalla ex parte est della città sono riuscite a vincere il trofeo, ossia l'1. Fußballclub Union Berlin e il Berliner Fußballclub Dynamo, attuale campione in carica della competizione). Attirò molto l'attenzione dei media il "derby turco" avvenuto nell'edizione 2001 tra SV Yeşilyurt e Türkiyemspor Berlin: questo arrivò addirittura ad essere trasmesso in Turchia dalla rete televisiva TRT-int, mandando in onda così per la prima volta una diretta TV del trofeo.
Nel 2004 la competizione ha cambiato di nuovo nome, chiamandosi per ragioni di sponsor Oddset-Cup. Per le medesime ragioni la coppa è stata ribattezzata nel 2006 BFV-Pokal - unter der Schirmherrschaft von Lotto Berlin e poi, nel 2007, Berliner-Pilsner-Pokal, nomenclatura che mantiene ancora oggi.

## Albo d'oro
| Edizione | Vincitore                  | Finalista                                |
| 1907     | BFC Viktoria 1889          | Berliner BC 03                           |
| 1908     | BFC Viktoria 1889          | SVBW 1890 Berlin                         |
| 1909     | BFC Viktoria 1889          | Berliner BC 03                           |
| 1910     | Weißenseer FC              | BFC Fortuna 1894 Berlin                  |
| 1920     | Hertha Berlino             | nessun finalista                         |
| 1923     | SV Norden-Nordwest         | BBC Brandeburg 92                        |
| 1924     | Hertha Berlino             | BV 06 Luckenwalde                        |
| 1925     | SV Norden-Nordwest         | 1. FC Neukölln                           |
| 1926     | BFC Viktoria 1889          | 1. FC Union Berlin                       |
| 1927     | BFC Viktoria 1889          | SV Norden-Nordwest                       |
| 1928     | Hertha Berlino             | BV 06 Luckenwalde                        |
| 1929     | Hertha Berlino             | BFC Viktoria 1889                        |
| 1930     | Berlin SV 1892             | Spandauer SV                             |
| 1931     | Tennis Borussia Berlin     | BFC Alemannia 1890                       |
| 1943     | Hertha Berlino             | Tennis Borussia Berlin                   |
| 1944     | PSV Concordia Gropiusstadt | Tennis Borussia Berlin                   |
| 1946     | Berlin SV 1892             | BFC Viktoria 1889                        |
| 1947     | 1. FC Union Berlin         | SG Wilmersdorf                           |
| 1948     | 1. FC Union Berlin         | Tennis Borussia Berlin                   |
| 1949     | Tennis Borussia Berlin     | BFC Alemannia 1890                       |
| 1950     | BFC Alemannia 1890         | Tennis Borussia Berlin                   |
| 1951     | Tennis Borussia Berlin     | SC Union 06 Berlin                       |
| 1952     | SVBW 1890 Berlin           | BFC Alemannia 1890                       |
| 1953     | BFC Viktoria 1889          | Berlin SV 1892                           |
| 1954     | Spandauer SV               | Tennis Borussia Berlin                   |
| 1955     | Spandauer SV               | SC Minerva 93 Berlin                     |
| 1956     | Spandauer SV               | SC Tasmania 1900 Berlin                  |
| 1957     | Tasmania Berlino           | Berlin SV 1892                           |
| 1958     | Hertha Berlino             | Spandauer SV                             |
| 1959     | Hertha Berlino             | BFC Alemannia 1890                       |
| 1960     | Tasmania Berlino           | Tennis Borussia Berlin                   |
| 1961     | Tasmania Berlino           | BFC Südring                              |
| 1962     | Tasmania Berlino           | BFC Meteor 06                            |
| 1963     | Tasmania Berlino           | BFC Alemannia 1890                       |
| 1964     | Tennis Borussia Berlin     | Spandauer SV                             |
| 1965     | Tennis Borussia Berlin     | BFC Alemannia 1890                       |
| 1966     | Hertha Berlino             | Tennis Borussia Berlin                   |
| 1967     | Hertha Berlino             | SC Tasmania 1900 Berlin                  |
| 1968     | BFC Alemannia 1890         | Hertha Zehlendorf                        |
| 1969     | Nessun vincitore           | Tennis Borussia Berlin Hertha Zehlendorf |
| 1970     | Tasmania Berlino           | Tennis Borussia Berlin                   |
| 1971     | Tasmania Berlino           | BFC Alemannia 1890                       |
| 1972     | BFC Alemannia 1890         | SV Hellas-Nordwest 04                    |
| 1973     | Tennis Borussia Berlin     | SVBW 1890 Berlin                         |
| 1974     | SV Nord Wedding 1893       | Hertha Zehlendorf                        |
| 1975     | Spandauer SV               | Hertha Zehlendorf                        |
| 1976     | Hertha BSC II              | BFC Preussen                             |
| 1977     | Herta Zehlendorf           | 1. Traber FC Mariendorf                  |
| 1978     | Spandauer SV               | BFC Preussen                             |
| 1979     | BFC Preussen               | Füchse Reinickendorf                     |
| 1980     | BFC Preussen               | BFC Alemannia 1890                       |
| 1981     | BFC Preussen               | Füchse Reinickendorf                     |
| 1982     | Hertha Zehlendorf          | SV Nord Wedding 1893                     |
| 1983     | SCC Berlin                 | Tennis Borussia Berlin                   |
| 1984     | SVBW 1890 Berlin           | Lichterfelder FC                         |
| 1985     | Tennis Borussia Berlin     | SCC Berlin                               |
| 1986     | SCC Berlin                 | Spandauer SV                             |
| 1987     | Hertha Berlino             | Tennis Borussia Berlin                   |
| 1988     | Türkiyemspor Berlin        | BFC Preussen                             |
| 1989     | Hertha Zehlendorf          | Türkiyemspor Berlin                      |
| 1990     | Türkiyemspor Berlin        | Hertha Zehlendorf                        |
| 1991     | Türkiyemspor Berlin        | NSC Marathon 02                          |
| 1992     | Hertha BSC II              | Füchse Reinickendorf                     |
| 1993     | Tennis Borussia Berlin     | Türkiyemspor Berlin                      |
| 1994     | 1. FC Union Berlin         | SD Croatia Berlin                        |
| 1995     | Tennis Borussia Berlin     | Türkiyemspor Berlin                      |
| 1996     | Tennis Borussia Berlin     | Hertha Zehlendorf                        |
| 1997     | Füchse Reinickendorf       | 1. FC Union Berlin                       |
| 1998     | Tennis Borussia Berlin     | Lichterfelder FC                         |
| 1999     | Berliner FC Dynamo         | Türkspor Berlin                          |
| 2000     | Tennis Borussia Berlin II  | Berlin FC Dynamo                         |
| 2001     | SV Yeşilurt Berlin         | Türkiyemspor Berlin                      |
| 2002     | Tennis Borussia Berlin     | Füchse Berlino                           |
| 2003     | Füchse Berlino             | Tennis Borussia Berlin                   |
| 2004     | Hertha BSC II              | SV Yeşilurt Berlin                       |
| 2005     | Tennis Borussia Berlin     | BFC Alemannia 1890                       |
| 2006     | Tennis Borussia Berlin     | Hertha BSC II                            |
| 2007     | 1. FC Union Berlin         | Köpenicker SC                            |
| 2008     | Tennis Borussia Berlin     | VfB Hermsdorf                            |
| 2009     | 1. FC Union Berlin         | Tennis Borussia Berlin                   |
| 2010     | Berlin AK 07               | Berlin FC Dynamo                         |
| 2011     | Berlin FC Dynamo           | SFC Stern 1900                           |
| 2012     | Berlin AK 07               | SC Gatow                                 |
| 2013     | Berlin FC Dynamo           | SV Lichtenberg 47                        |
| 2014     | BFC Viktoria 1889          | SV Tasmania Berlin                       |
| 2015     | Berlin FC Dynamo           | SV Tasmania Berlin                       |
| 2016     | BFC Preussen               | SV Lichtenberg 47                        |
| 2017     | Berlin FC Dynamo           | BFC Viktoria 1889                        |
| 2018     | Berlin FC Dynamo           | Berliner Sport-Club                      |
| 2019     | BFC Viktoria 1889          | Tennis Borussia Berlin                   |